# Abierto Tampico
El Abierto de Tenis de Tampico es un torneo profesional femenil, que se celebra anualmente a finales de octubre. El torneo se encuentra dentro de las actividades realizadas por la WTA dentro del circuito mundial 125K Series. 
El torneo perteneció del 2013 al 2017 al circuito profesional ITF, jugado en exterior sobre pista dura. El torneo regreso al circuito profesional femenil en el año 2022 como un torneo WTA 125K Series, en una nueva sede "La Ciudad Deportiva de Tampico", dentro del parque Laguna del Carpintero.  
Jugadoras de la talla de Eugenie Bouchard (CAN), Paula Badosa (ESP), Barbora Krejčíková (CZE), Leylah Fernandez (CAN) Elise Mertens (BEL), Magda Linette (POL), Petra Martić (CRO), Katerina Siniakova (CZE), Anna Karolína Schmiedlová (SLV), Ajla Tomljanović (AUS) entre muchas otras han participado en el Abierto de Tenis de Tampico. 

## Historia

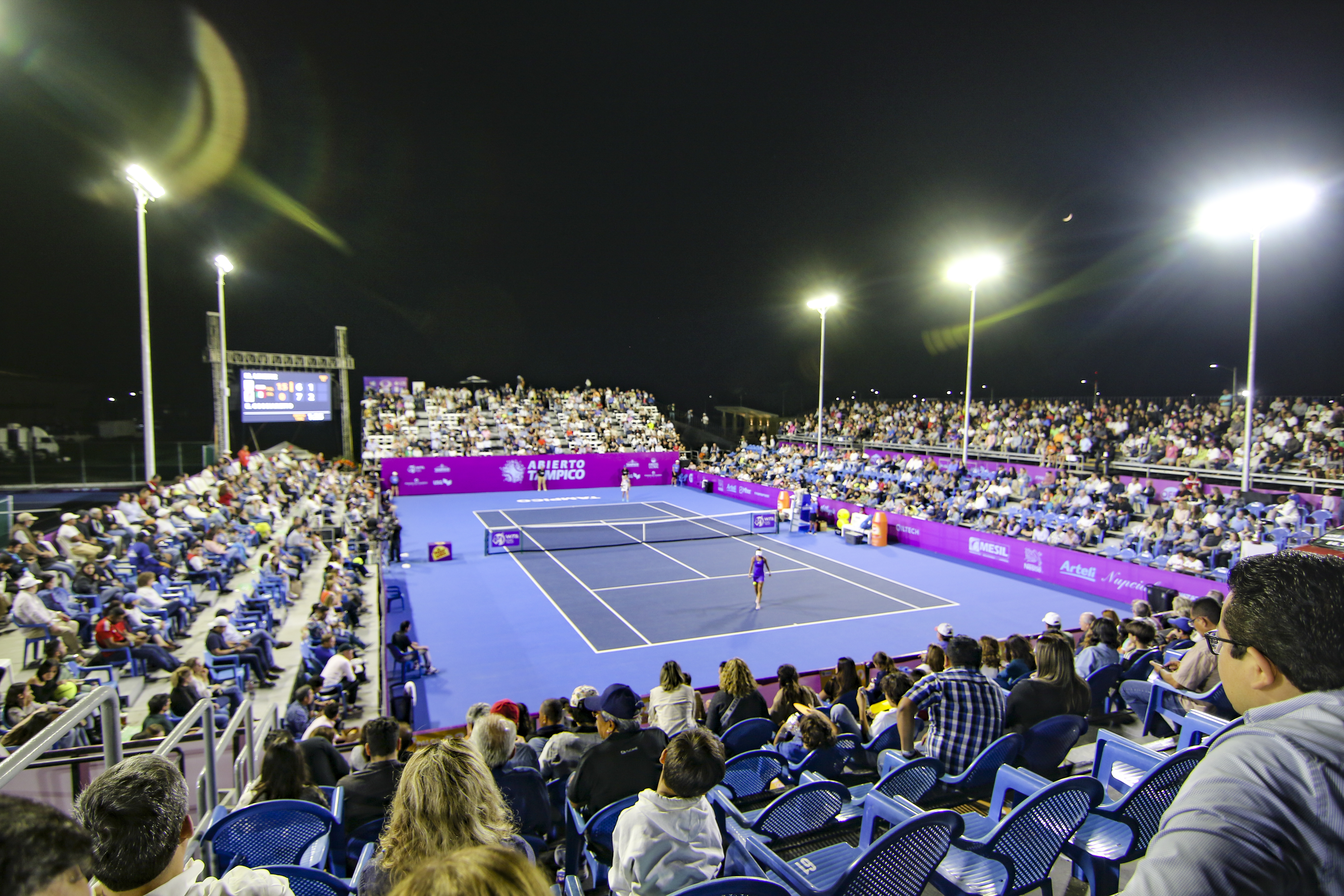
Estadio Abierto Tampico

En el año 2012 el empresario Fernando Tamayo decide contribuir al desarrollo social y deportivo de México, su pasión por el deporte blanco y la música lo llevaron a tomar la decisión de acercar a la comunidad de Tampico su tierra natal un evento internacional de primer nivel, en donde la comunidad conviva de forma alegre en un entorno seguro y de ambiente 100% familiar. 
Al inicio del año 2013 el empresario decide fundar TM Promotores en Deporte y Entretenimiento junto a un equipo de expertos calificados en diferentes áreas todos con la misma visión. Olga de la Fuente (socia fundadora) fue la encargada de gestionar la licencia de un torneo profesional femenil ante la Federación Internacional de Tenis. Hoy día TM Promotores cuenta con un gran equipo de trabajo y una mesa de consejo con personalidades como: Salvador Escobar, Alex Requesens, Everardo Rodríguez por mencionar algunos.
Fue en octubre de 2013 cuando la primera edición del Abierto Tampico torneo profesional femenil se llevó a cabo. A lo largo de los últimos años el Abierto de Tenis de Tampico se ha convertido en un referente mundial del deporte blanco y ha contado con la participación de jugadoras como: Eugenie Bouchard (CAN), Paula Badosa (ESP), Barbora Krejčíková (CZE), Leylah Fernandez (CAN) Elise Mertens (BEL), Magda Linette (POL), Petra Martić (CRO), Katerina Siniakova (CZE), Anna Karolína Schmiedlová (SLV), Ajla Tomljanović (AUS), es de suma importancia mencionar que el Abierto Tampico coopera al desarrollo del Tenis Nacional y ha sido una plataforma para el desarrollo de jugadoras mexicanas tales como: Marcela Zacarias, Renata Zarazúa, Victoria Rodríguez, Ana Sofia Sánchez y muchas más que año con año nos acompañan. 
La edición 2022 del Abierto Tampico arrojo grandes resultados impactando positivamente en todo el territorio nacional mediante TV, Periódico, Revistas y Radio, el continente Americano y el Mundo mediante streaming y redes sociales. 

## Generales

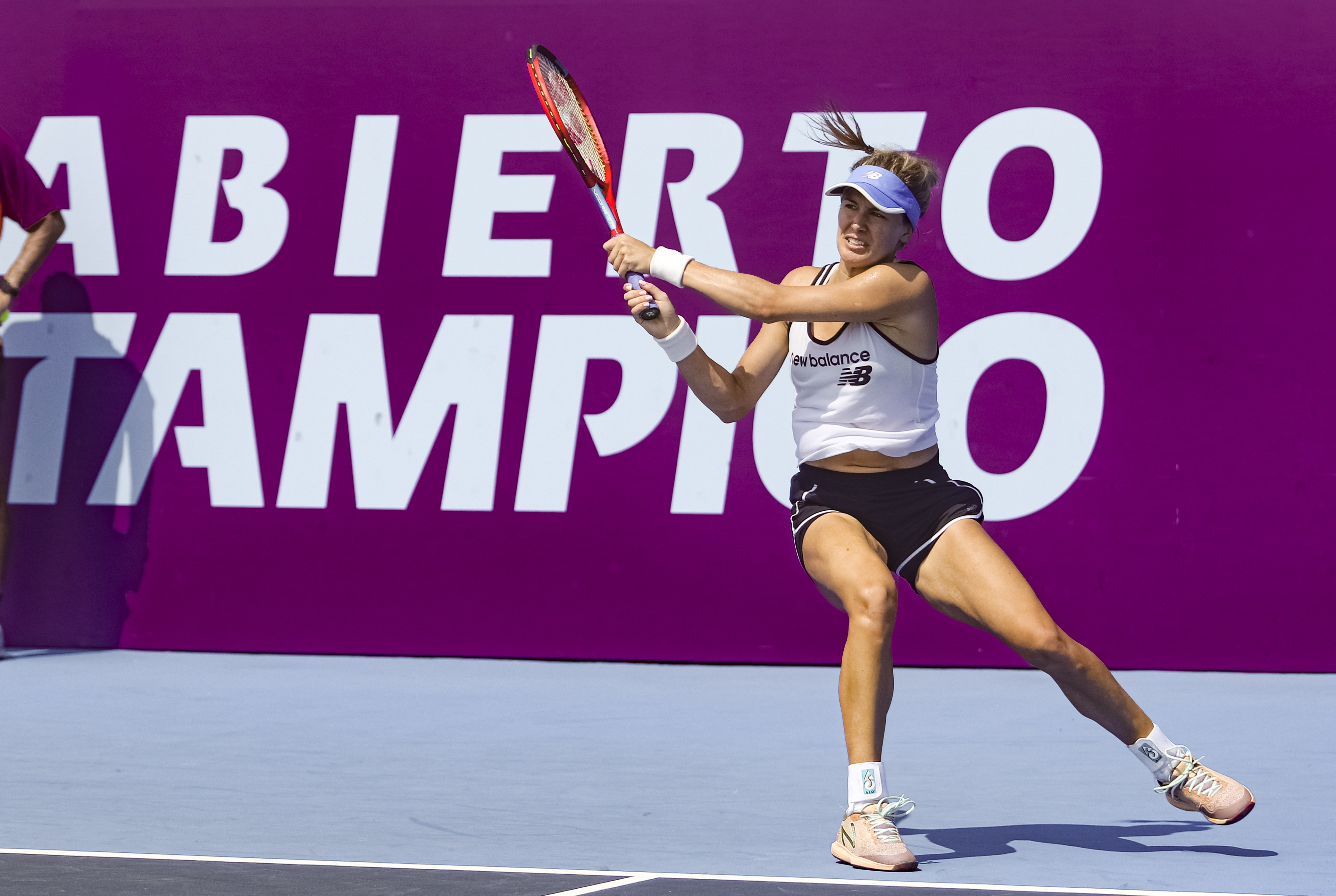
Eugenie Bouchard Embajadora AT2022

-Torneo Profesional Femenil de Tenis
- Pertenece al Circuito Mundial WTA dentro de la Serie 125K
- Ciudad Deportiva de Tampico dentro del recinto ferial "Laguna del Carpintero"
- 32 Jugadoras Profesionales y 16 Parejas Dobles
- Streaming Mundial y TV Nacional
- Radio, Periódico, Revistas y Redes Sociales 
- 3 Estadios con capacidad conjunta de 4,200 espectadores
- Ambiente 100% Familiar y Espectacular Inauguración
- Atractiva zona recreativa con 15 restaurantes, exhibición de autos, tienda de suvenires, boutiques
- Kids Day, Firmas de autógrafos y Festival Musical con conciertos en vivo todos los días

Finales anteriores

### Individuales
| Años                        | Campeona               | Subcampeona       | Resultado        |
| --------------------------- | ---------------------- | ----------------- | ---------------- |
| ↓ Torneos de $25,000 ↓      |                        |                   |                  |
| 2013                        | Indy Vroome            | Doroteja Erić     | 6–4, 6–3         |
| ↓ Torneos de $50,000 ↓      |                        |                   |                  |
| 2014                        | Mariana Duque          | An-Sophie Mestach | 3–6, 6–1, 7–6(4) |
| 2015                        | Lourdes Domínguez Lino | Alizé Lim         | 7–5, 6–4         |
| 2016                        | Sofya Zhuk             | Varvara Flink     | 6–4, 6–3         |
| ↓ Torneos de $100,000 ↓     |                        |                   |                  |
| 2017                        | Irina Falconi          | Louisa Chirico    | 7–5, 6–7(3), 6–1 |
| 2018-2021                   | No celebrado           | No celebrado      | No celebrado     |
| ↓ Torneos WTA de $125,000 ↓ |                        |                   |                  |
| 2022                        | Elisabetta Cocciaretto | Magda Linette     | 7–6(4), 4–6, 6–1 |
| 2023                        | Emina Bektas           | Anna Kalinskaya   | 6–3, 3–6, 7–6(3) |
| 2024                        | Marina Stakusic        | Anna Blinkova     | 6–4, 2–6, 6–4    |

### Dobles
| Años                        | Campeona                                    | Subcampeona                           | Resultado        |
| --------------------------- | ------------------------------------------- | ------------------------------------- | ---------------- |
| ↓ Torneos de $25,000 ↓      |                                             |                                       |                  |
| 2013                        | María Fernanda Álvarez Terán María Irigoyen | Constanza Gorches Victoria Rodríguez  | 6–3, 6–4         |
| ↓ Torneos de $50,000 ↓      |                                             |                                       |                  |
| 2014                        | Petra Martić María Sánchez                  | Bondarenko Kateryna Valeria Savinykh  | 3–6, 6–3, [10–2] |
| 2015                        | María Irigoyen Barbora Krejčíková           | Verónica Cepede Royg Marina Melnikova | 7–5, 6–2         |
| 2016                        | Mihaela Buzărnescu Elise Mertens            | Usue Maitane Arconada Katie Swan      | 6–0, 6–2         |
| ↓ Torneos de $100,000 ↓     |                                             |                                       |                  |
| 2017                        | Caroline Dolehide María Irigoyen            | Kaitlyn Christian Giuliana Olmos      | 6–4, 6–4         |
| 2018-2021                   | No celebrado                                | No celebrado                          | No celebrado     |
| ↓ Torneos WTA de $125,000 ↓ |                                             |                                       |                  |
| 2022                        | Tereza Mihalíková Aldila Sutjiadi           | Ashlyn Krueger Elizabeth Mandlik      | 7–5, 6–2         |
| 2023                        | Kamilla Rakhimova Anastasia Tikhonova       | Sabrina Santamaria Heather Watson     | 7–6(5), 6–2      |
| 2024                        | Carmen Corley Rebecca Marino                | Alina Korneeva Polina Kudermetova     | 6–3, 6–3         |